# フェルティンス・アレーナ
フェルティンス・アレーナ (Veltins-Arena) は、ドイツ・ノルトライン＝ヴェストファーレン州ゲルゼンキルヒェンにある多目的スタジアム。2.ブンデスリーガに所属するシャルケ04がホームスタジアムとしている。
欧州サッカー連盟 (UEFA) のスタジアムランクで最上級の「カテゴリー4」に分類されている。2004年にはUEFAチャンピオンズリーグ決勝が開催され、2024年にはUEFA EURO 2024の開催会場の1つとなった。
旧称および命名権を用いない呼称はアレーナ・アウフシャルケ (Arena AufSchalke)。2006年のサッカーワールドカップではFIFA WMシュタディオン・ゲルゼンキルヒェン (FIFA WM-Stadion Gelsenkirchen) の名称で呼ばれた。

## 歴史
シャルケが1973年より本拠にしていたゲルゼンキルヒェン市内のパルクシュタディオンは、地下にある旧炭鉱の坑道陥没によるダメージを受けて老朽化が進んでいた。このため新たなスタジアムを建設することになり、1996年、パルクシュタディオン南側に新スタジアムを建設する計画が公表された。1998年11月21日に着工され、約3年後の2001年8月13日、ドイツ初のドーム型スタジアムとして開場した。落成式には1.FCニュルンベルクとボルシア・ドルトムントが招待され、シャルケとの親善試合が開催された。
2005年7月1日、シャルケのメインスポンサーを1997年から務めている地元のビール会社、フェルティンス (C.& A. Veltins GmbH & Co. KG) がスタジアムの命名権を取得し、現在の名称になった。命名権の契約期間は当初2017年までの12年間であったが、その後さらに10年延長され、2027年までとなった。
2010年1月13日、グラスファイバー製の屋根の一部が破損している状態で発見された。その後の調査により、屋根に堆積した雪の荷重や部材の隙間に入り込んだ水が凍結や融解を繰り返したことによる疲労が原因であると推定された。同年12月にも同様の事故が発生したため、2013年11月に総工費1800万ユーロを投じて屋根の一部の部材をポリエステル製に変更するなどの処置が施された。
2020年1月16日、シャルケは建設資金のうち、融資で賄っていた約1億2300万ユーロを2019年7月付で完済したことを公表した。

## 施設概要
スタジアム地下にはフェルティンスが所有する約52,000リットル貯蔵可能なビールタンクがあり、ここから総延長5,000メートルにわたるビール用パイプラインがスタジアム内の各売店やラウンジ、レストランにつながっているため、観客はスタジアム内のどこでも新鮮なビールを堪能できる。芝生部分は札幌ドーム同様の可動式で普段は屋外で養生されており、サッカーの試合がある時にスタンドの下の空間を通して移動させる。屋根は開閉式で、約30分で開閉可能である。屋根下の天井部分には、かつてフィリップス製の4面式ビジョン（1面34.7平方メートル）が吊り下げられていたが、2016年にハイセンス製のLEDビジョン（1面76.32平方メートル）に交換された。
スタジアム内の売店は、クレジットカード、デビットカードやApple Pay、Google Payに加えて「クナッペンカルテ」（Knappenkarte, 「炭鉱夫カード」の意）と呼ばれる繰り返し入金可能なプリペイドカードによる決済方法をとっている。このカードは100種類以上のデザインが発行されており、コレクションの対象にもなっている。

## 開催された主な大会・イベント

### サッカー
- 2006 FIFAワールドカップ

| 日付          | ホームチーム   | 結果         | アウェーチーム         | ラウンド  |
| ------------- | -------------- | ------------ | ---------------------- | --------- |
| 2006年6月9日  | ポーランド     | 0-2          | エクアドル             | グループA |
| 2006年6月12日 | アメリカ合衆国 | 0-3          | チェコ                 | グループE |
| 2006年6月16日 | アルゼンチン   | 6-0          | セルビア・モンテネグロ | グループC |
| 2006年6月21日 | ポルトガル     | 2-1          | メキシコ               | グループD |
| 2006年7月1日  | イングランド   | 0-0 (1-3 p.) | ポルトガル             | 準々決勝  |

- 国際試合

| 日付          | ホームチーム | 結果 | アウェーチーム | 備考                                                     |
| ------------- | ------------ | ---- | -------------- | -------------------------------------------------------- |
| 2001年10月6日 | ドイツ       | 0-0  | フィンランド   | 2002 FIFAワールドカップ・予選、スタジアム初の国際Aマッチ |
| 2004年5月26日 | ASモナコ     | 0-3  | FCポルト       | UEFAチャンピオンズリーグ 2003-04 決勝                    |

### その他
バイアスロンのワールドチームチャレンジが開催されているほか、2007年と2008年にはスピードウェイ・グランプリが開催。
2004年9月12日にはハンドボール・ブンデスリーガで30,925人を動員。2010年アイスホッケー世界選手権開幕戦では当時としては史上最多の77,803名の観衆を動員した。
ボクシングでは2009年6月20日に世界ヘビー級王者ウラジミール・クリチコ対ルスラン・チャガエフのタイトルマッチが、2010年5月29日にはビタリ・クリチコのWBC世界ヘビー級選手権試合（対戦相手：アルバート・ソスノウスキー）が行われた。
また、ポール・マッカートニーやボン・ジョヴィをはじめとした数々のミュージシャンのライブや、ドイツ国内の人気シュラーガー（歌謡曲）歌手が集結する「シュラーガーナハト」といった音楽イベントも多数開催されている。

## ギャラリー

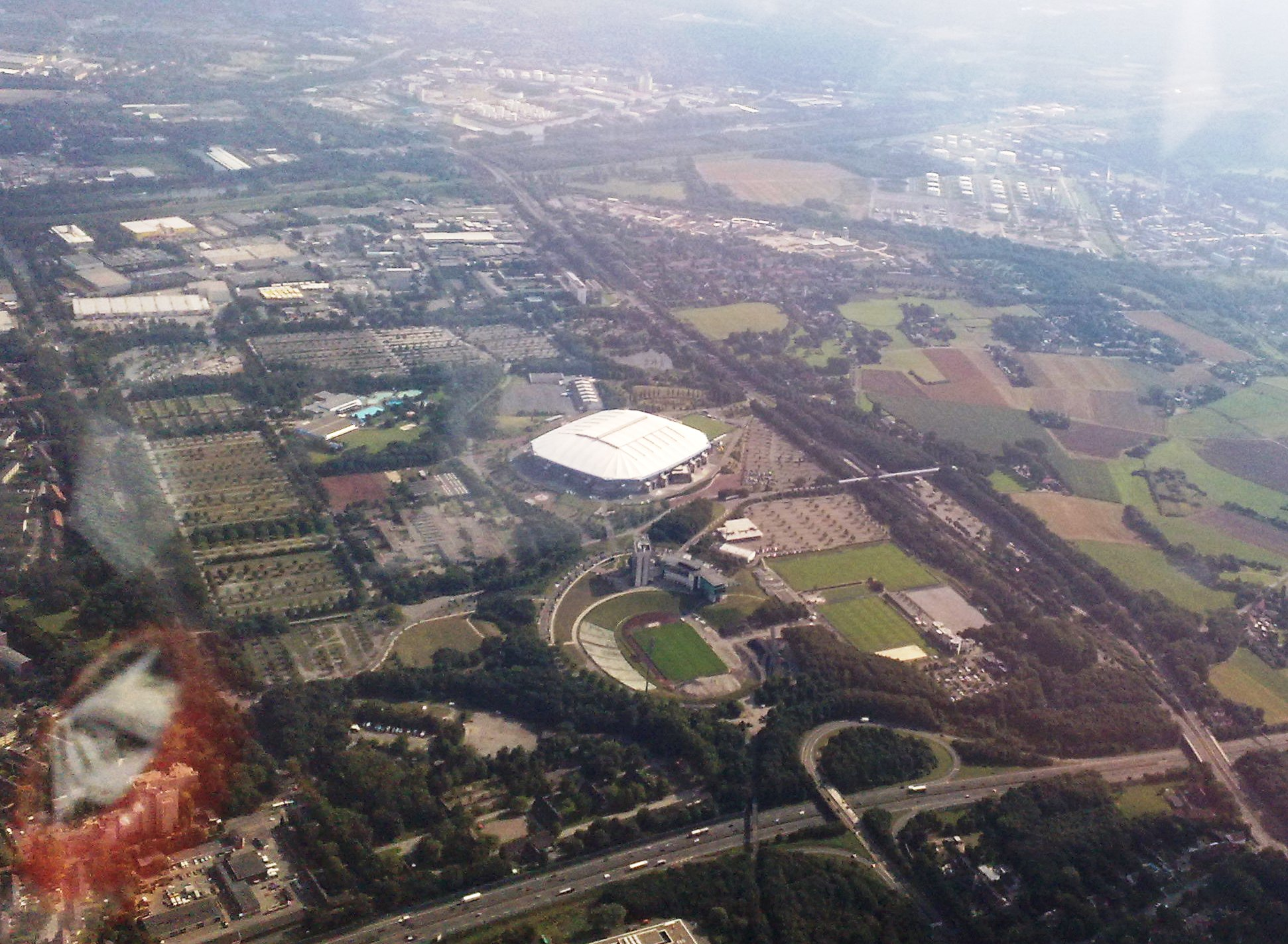
スタジアムの空撮（遠景）
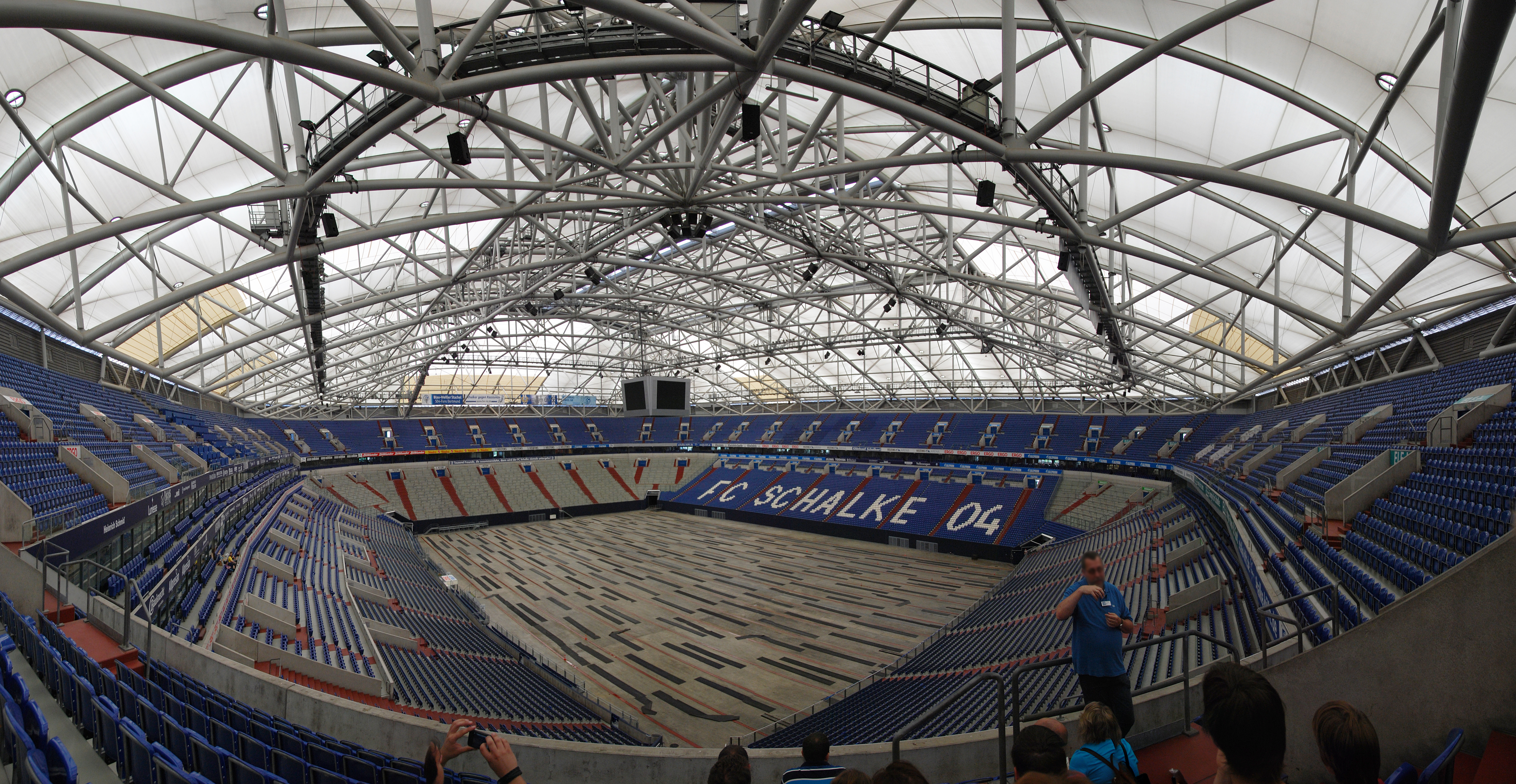
2011年の内観
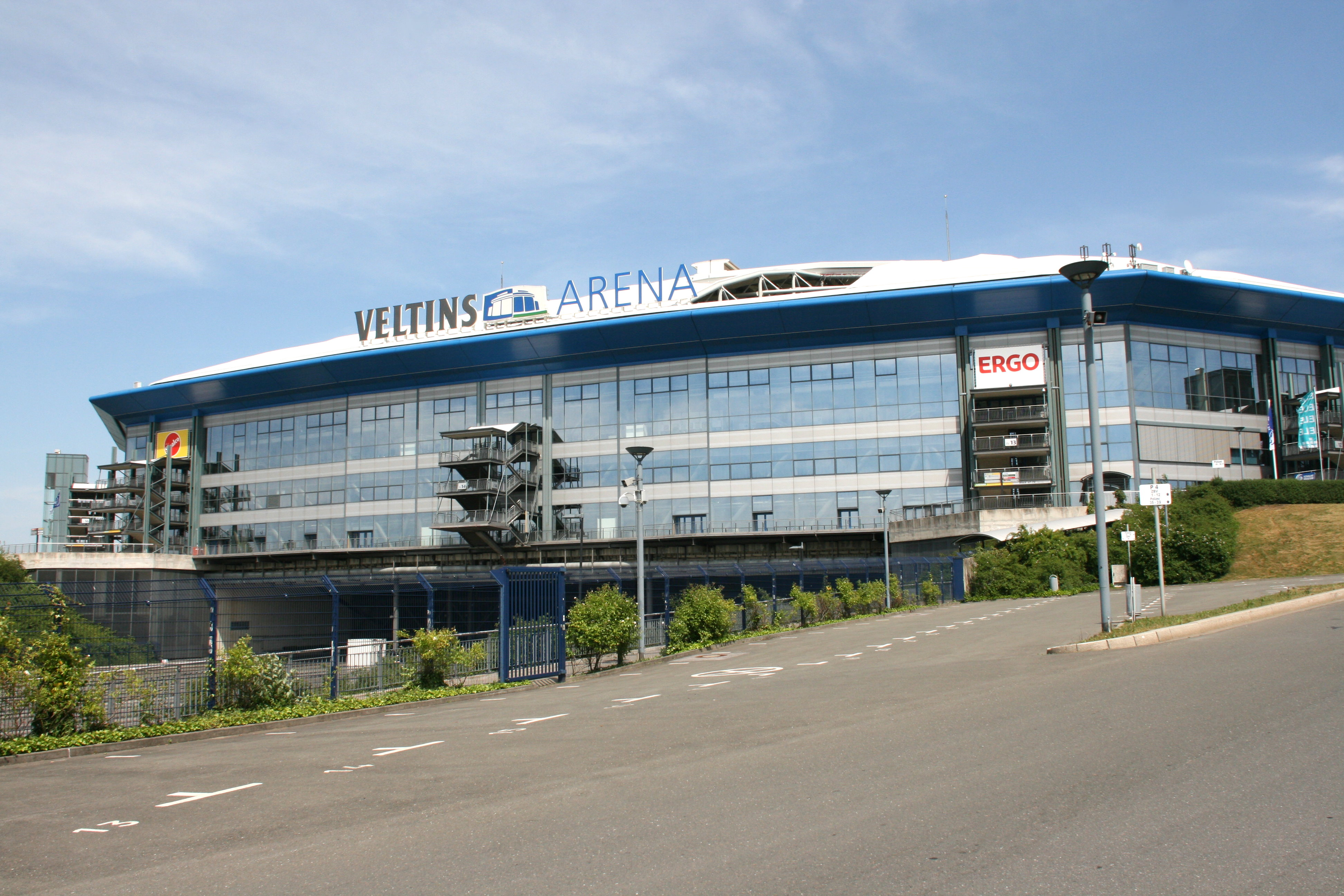
2011年の外観
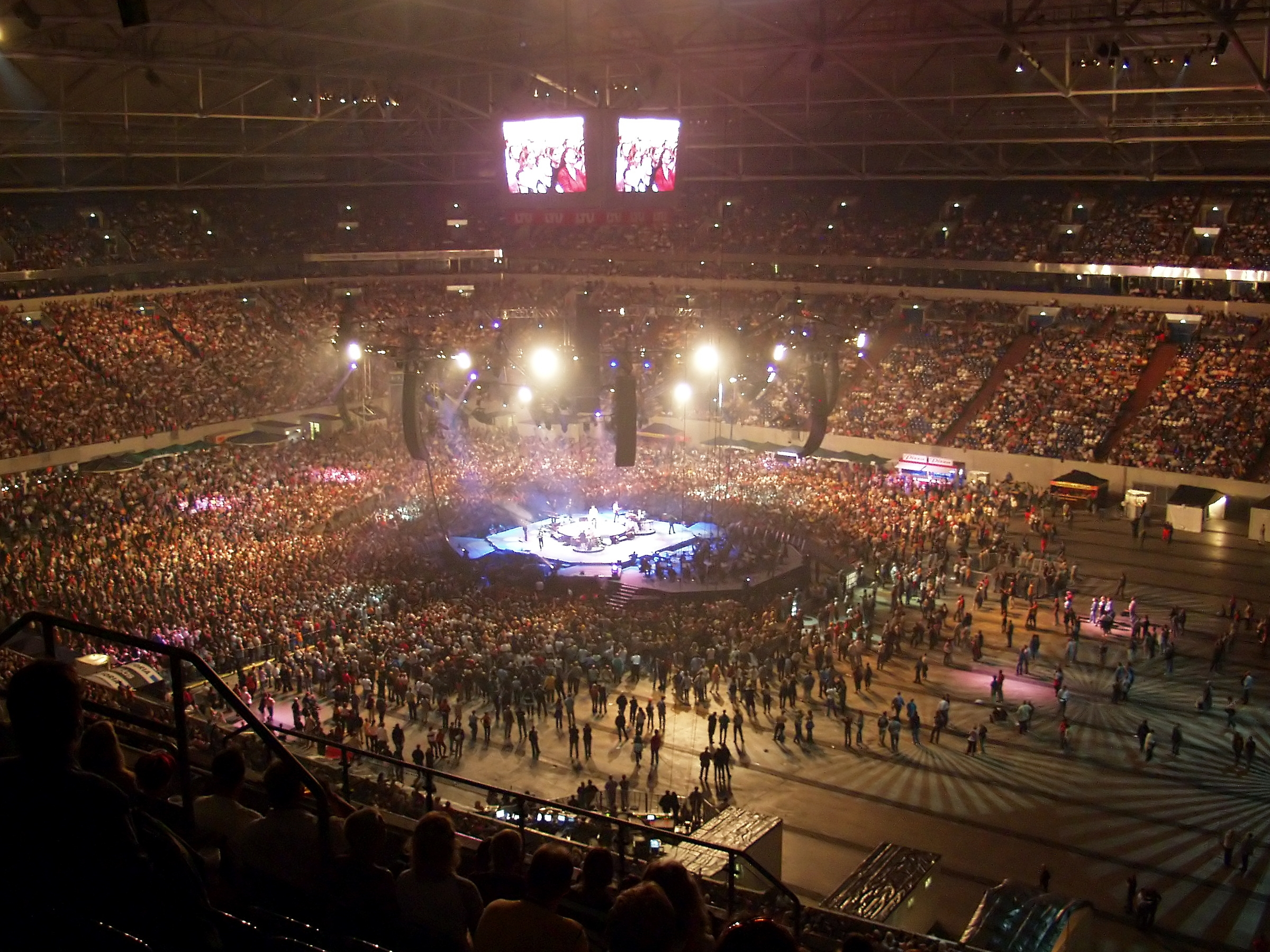
コンサート時の内観
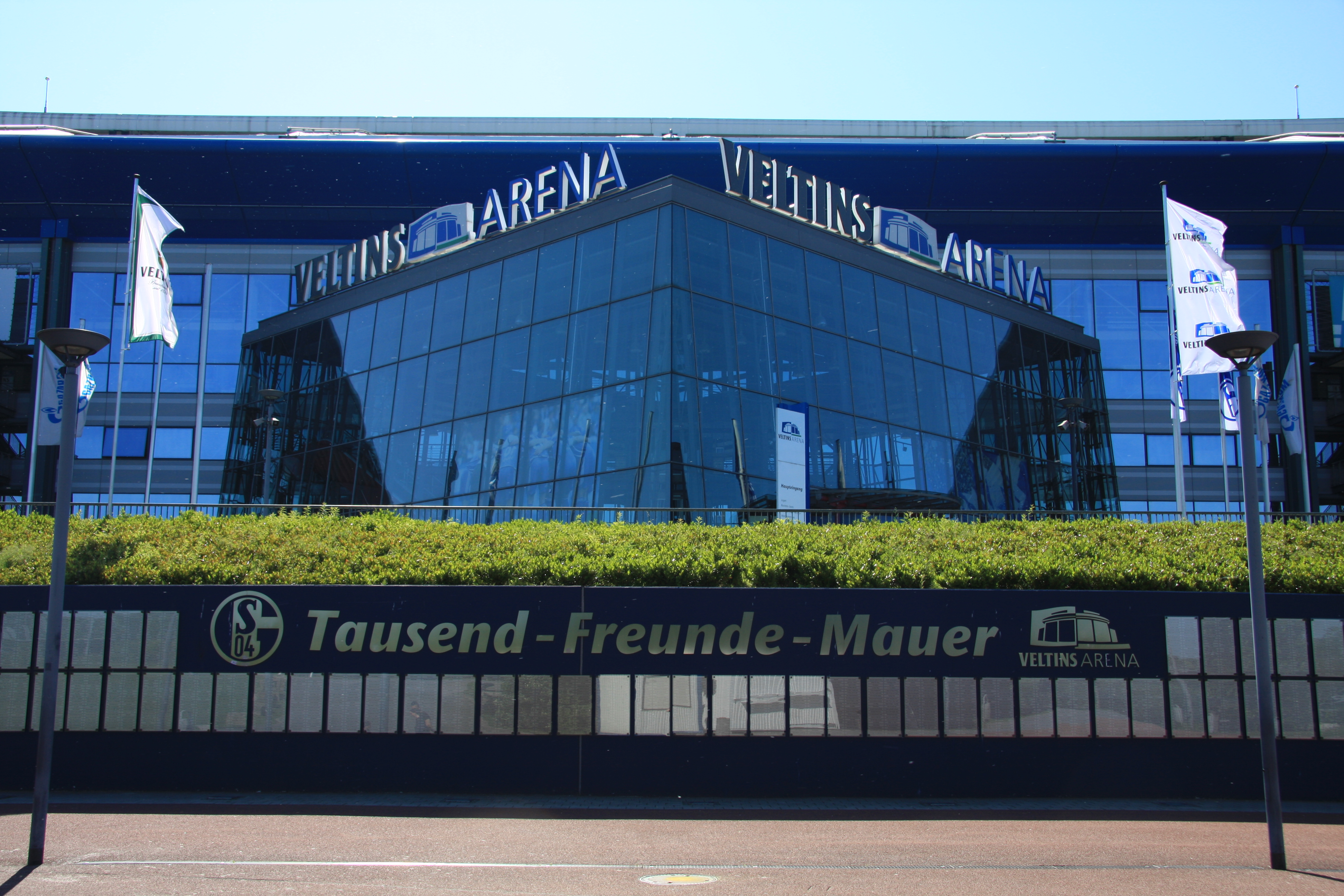
正面入り口
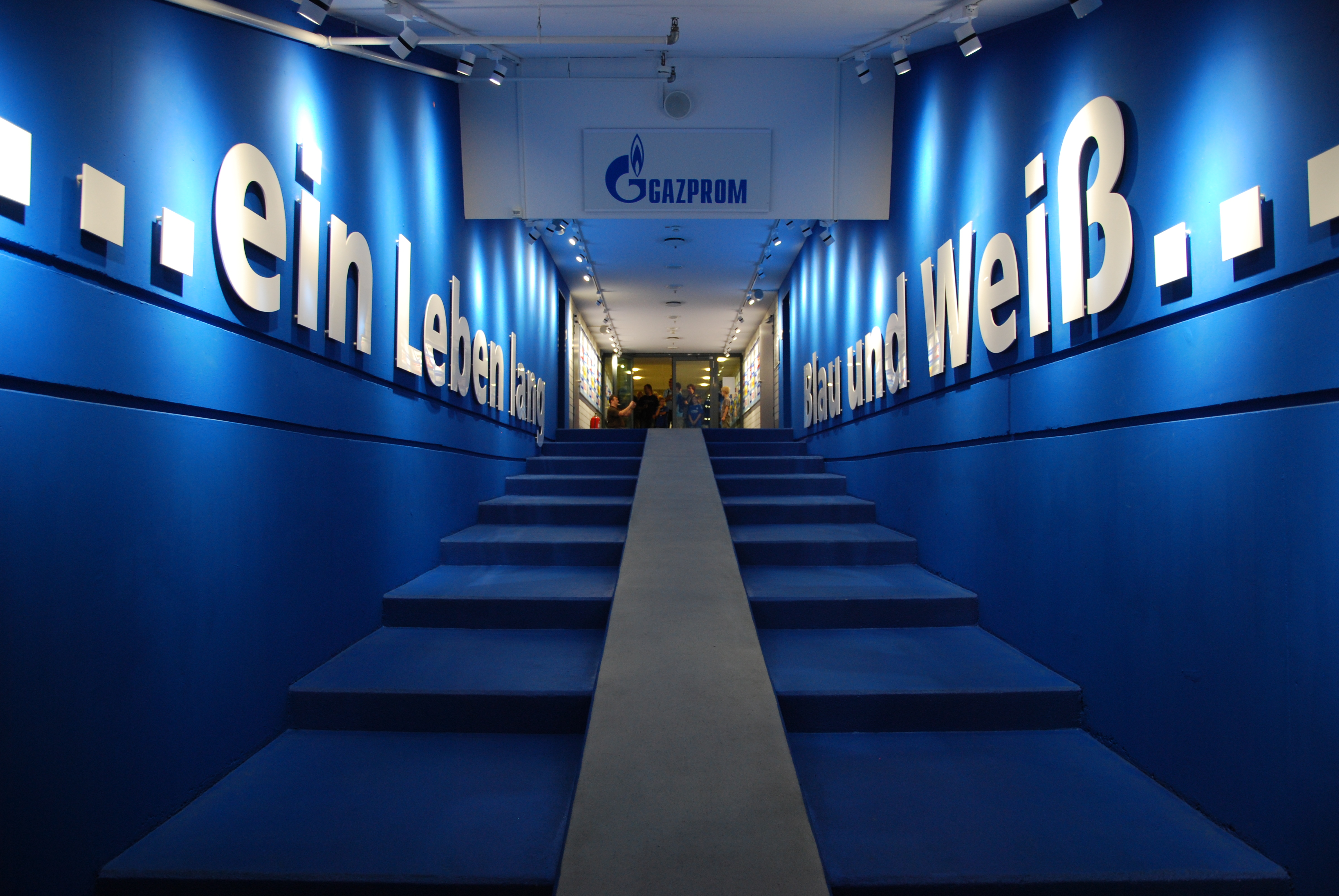
ピッチへの通用口
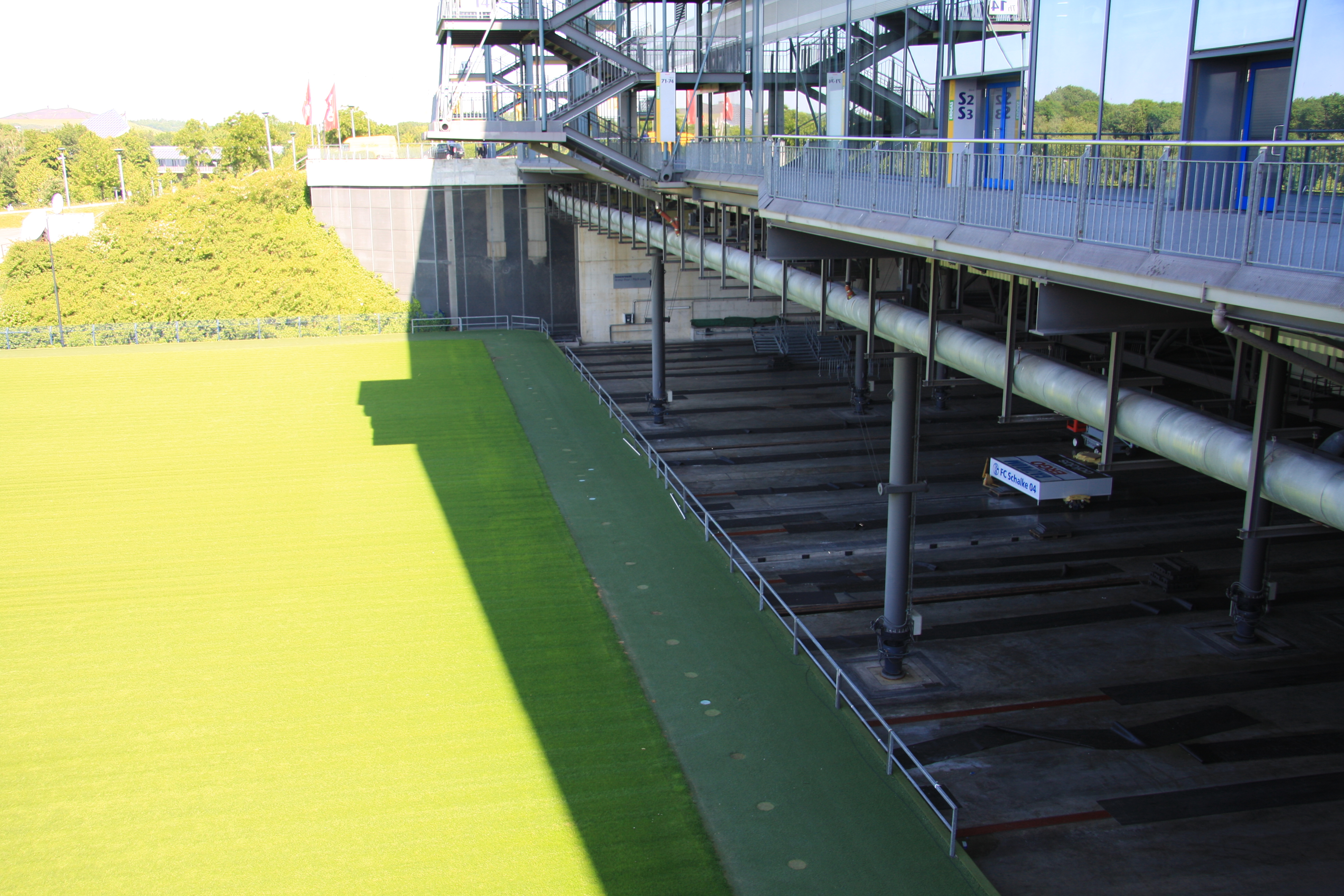
ピッチのスライド部
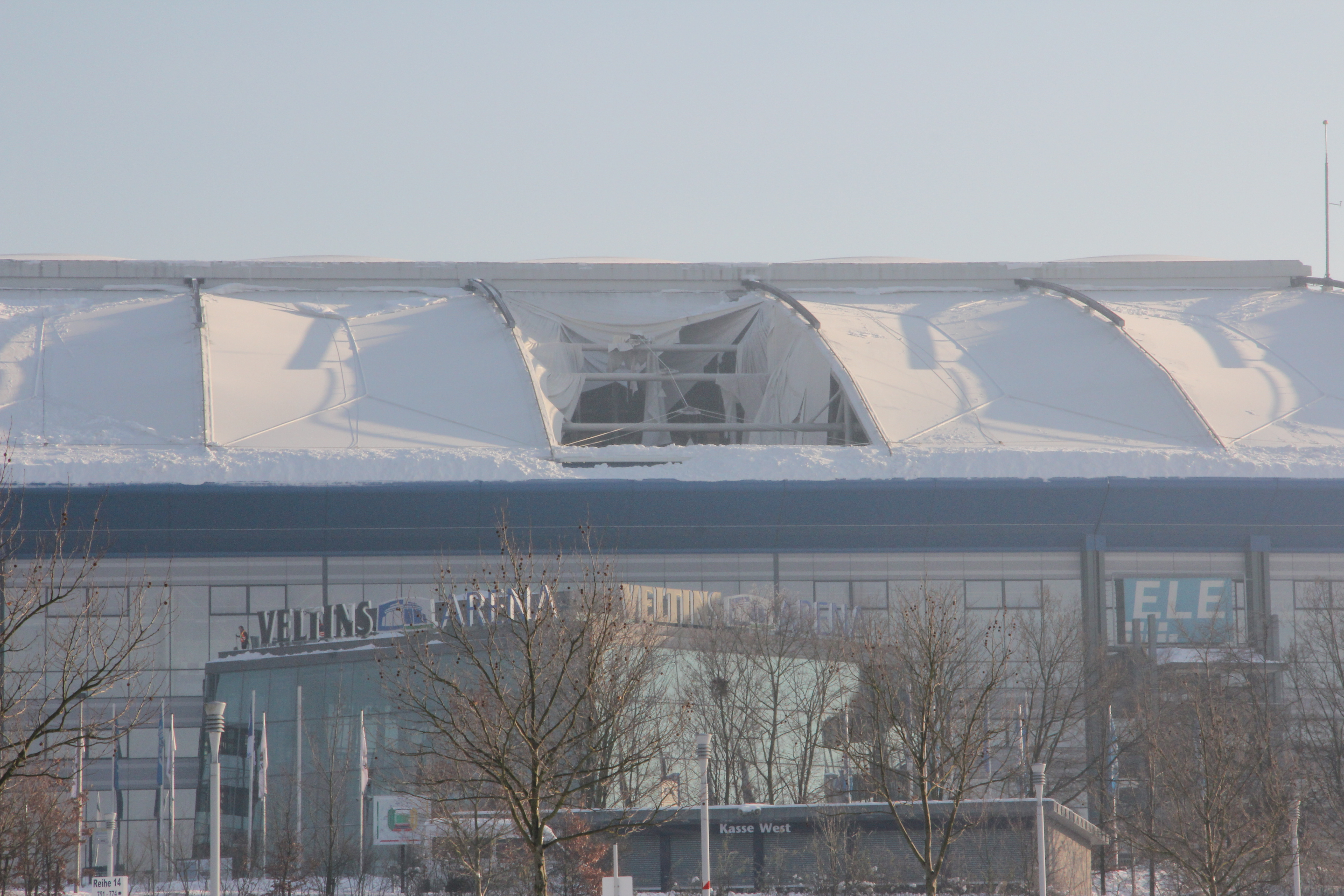
2010年に破損した屋根
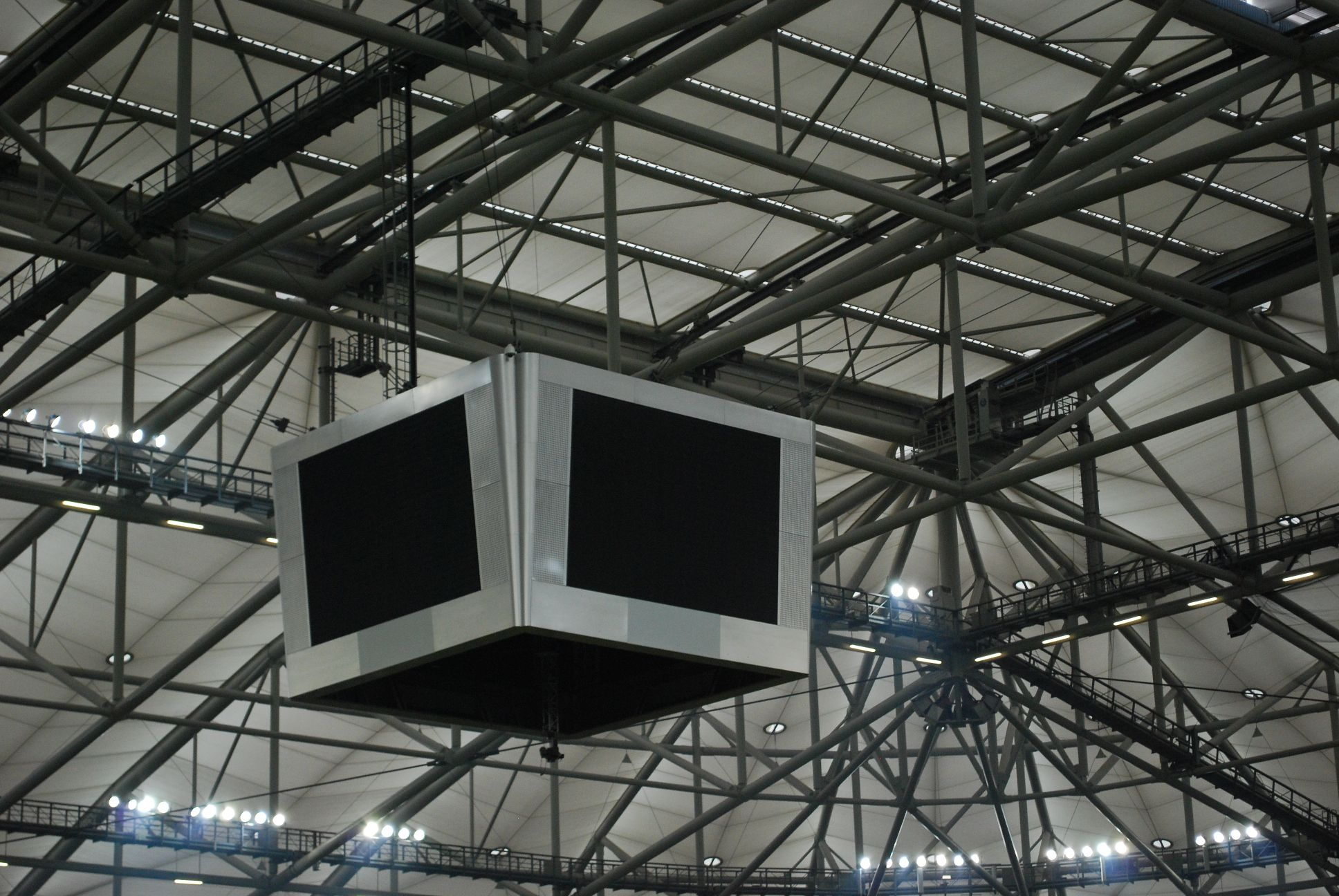
廃止された4方位液晶